# Aphrastobracon huanjiangensis
Aphrastobracon huanjiangensis är en stekelart som beskrevs av Wang, Chen och He 2003. Aphrastobracon huanjiangensis ingår i släktet Aphrastobracon och familjen bracksteklar. Inga underarter finns listade i Catalogue of Life.